# Ruben Zepuntke
Ruben Zepuntke (* 29. Januar 1993 in Düsseldorf) ist ein deutscher Triathlet und ehemaliger Radrennfahrer. Er wird in der Bestenliste deutscher Triathleten auf der Ironman-Distanz geführt.

## Sportliche Laufbahn
Bevor Zepuntke mit dem Radsport begann, spielte er Feld- und Hallenhockey beim Düsseldorfer SC 99.

### Radsport seit 2007
2007 begann er mit dem Radsport bei der SG Radschläger Düsseldorf 1970. 2008 belegte Ruben Zepuntke Rang drei bei den deutschen Jugendmeisterschaften in der Mannschaftsverfolgung. Im Jahr darauf wurde er in dieser Disziplin deutscher Vizemeister und bei den Olympischen Jugendspielen 2010 in Singapur Fünfter im Einzelzeitfahren. 2010 wurde er deutscher Meister in der Mannschaftsverfolgung der Junioren auf der Bahn und Sechster der Regio-Tour.
2011 wurde er zweifacher deutscher Juniorenmeister in der Mannschaftsverfolgung sowie im Einzelzeitfahren auf der Straße, zudem belegte er Rang zwei bei der Niedersachsen-Rundfahrt in der Junioren-Wertung sowie Rang fünf beim Pavé de Roubaix, der Junioren-Austragung von Paris–Roubaix.
In der Saison 2012 erhielt Zepuntke einen Vertrag beim Rabobank Continental Team.
Eine Verlängerung über das Jahr 2013 hinaus war aufgrund der Entscheidung, die Rabobank-Mannschaft zu einem rein niederländischen Nachwuchsteam umzubauen und dem niederländischen Radsportverband anzugliedern, nicht möglich. Ruben Zepuntke wechselte 2014 zum Bissell Development Team und bestritt für dieses Team alle großen US-Etappenrennen.
Beim Cascade Cycling Classic in Oregon wurde er Fünfter der Gesamtwertung und gewann die Wertung des besten Nachwuchsfahrers.

Bei der Tour of Alberta 2014 gewann er im Sprint des etwa 50-köpfigen Vorderfelds die 1. Etappe und sicherte sich damit seinen bis dahin bedeutendsten Sieg.
Im Jahr 2015 schloss sich Zepuntke dem UCI WorldTeam Cannondale an. Nach zwei Jahren ohne besondere Erfolge teilte ihm das Teammanagement Ende des Jahres 2016 mit, dass er keinen neuen Vertrag erhalten werde. Hierauf wurde er 2017 Mitglied des Development Team Sunweb, dem Farmteam des Team Sunweb. Nach einer Saison dort beendete er seine Karriere im internationalen Radsport und begann ein Studium im Fach „Sport Business Management“.

#### Erfolge (Radsport)
2010
- Deutscher Meister – Mannschaftsverfolgung (mit Hans Pirius, Lucas Liß und Justin Wolf) (Junioren)

2011
- Deutscher Meister – Mannschaftsverfolgung (mit Nils Politt, Stefan Schneider und Nils Schomber) (Junioren)
- Deutscher Meister – Einzelzeitfahren (Junioren)

2012
- Mannschaftszeitfahren Thüringen-Rundfahrt

2014
- eine Etappe Tour of Alberta

2016
- Mannschaftszeitfahren Czech Cycling Tour

2017
- Sprintwertung Tour de Bretagne Cycliste

### Triathlon seit 2018
Ruben Zepuntke ist seit der Beendigung seiner Radsportkarriere als Triathlet aktiv. Im Juni 2018 wurde der damals 25-Jährige Zweiter beim Aasee-Triathlon auf der Mitteldistanz (2 km Schwimmen, 90 km Radfahren und 20 km Laufen) und gewann auf der Kurzdistanz (1,5 km Schwimmen, 36 km Radfahren und 10 km Laufen) die achte Auflage des Düsseldorf Triathlons.
Im Mai 2019 wurde er Dritter beim Siegerland-Cup hinter Jan Frodeno und Andreas Böcherer, sowie ebenfalls Dritter bei den Deutschen Meisterschaften auf der Mitteldistanz, die im Rahmen der Challenge Heilbronn ausgetragen wurden.
Im Juni konnte er den Bonn-Triathlon für sich entscheiden und im September wurde er Dritter bei der Challenge Davos.
Bei den Europameisterschaften auf der Mitteldistanz, die im Rahmen der Challenge Walchsee-Kaiserwinkel ausgetragen wurden, wurde Zepuntke im Juni 2021 Vierter.
Im September startete der 28-Jährige bei der Challenge Roth erstmals auf der Triathlon-Langdistanz, bei der die Radstrecke auf 170 km gekürzt war.
Im Mai 2022 wurde er Dritter beim Ironman 70.3 Kraichgau. Beim Ironman Arizona wurde Zepuntke im November 2022 als bester Deutscher Sechster.
Im Mai 2024 konnte der 31-Jährige auf der Mitteldistanz den Ironman 70.3 Pays d’Aix France für sich entscheiden.

#### Triathlon
| Datum/Jahr    | Platz | Wettbewerb                                           | Austragungsort  | Zeit     | Bemerkung                                                                                         |
| ------------- | ----- | ---------------------------------------------------- | --------------- | -------- | ------------------------------------------------------------------------------------------------- |
| 2. Juni 2024  | 2     | Ironman 70.3 Switzerland                             | Rapperswil-Jona | 03:31:44 |                                                                                                   |
| 19. Mai 2024  | 1     | Ironman 70.3 Pays d’Aix France                       | Aix-en-Provence | 03:47:23 |                                                                                                   |
| Juli 2023     | 4     | Trumer Triathlon                                     | Obertrum am See | 03:57:18 | auf der Mitteldistanz                                                                             |
| 21. Mai 2023  | 3     | Challenge St. Pölten                                 | St. Pölten      | 03:57:34 |                                                                                                   |
| 29. Okt. 2022 | 23    | Ironman 70.3 World Championships                     | St. George      | 03:53:28 |                                                                                                   |
| 11. Sep. 2022 | 4     | Ironman 70.3 Santa Cruz                              | Santa Cruz      | 03:49:36 |                                                                                                   |
| 28. Aug. 2022 | 7     | Ironman 70.3 Zell am See                             | Zell am See     | 03:57:10 |                                                                                                   |
| 29. Mai 2022  | 3     | Ironman 70.3 Kraichgau                               | Kraichgau       | 03:52:31 |                                                                                                   |
| 7. Mai 2022   | 6     | Ironman 70.3 Mallorca                                | Alcúdia         | 04:01:49 |                                                                                                   |
| 3. Apr. 2022  | 4     | Challenge Salou                                      | Salou           | 03:25:17 | wegen schlechten Wetters als Duathlon ausgetragen (4 km Laufen, 90 km Radfahren und 21 km Laufen) |
| 8. Aug. 2021  | DNF   | Ironman 70.3 Switzerland                             | Rapperswil-Jona | –        | technischer Defekt auf dem Rad                                                                    |
| 27. Juni 2021 | 4     | ETU Middle Distance Triathlon European Championships | Walchsee        | 03:42:09 | Europameisterschaften Mitteldistanz im Rahmen der Challenge Walchsee-Kaiserwinkel                 |
| 12. März 2021 | 17    | Ironman 70.3 Dubai                                   | Dubai           | 03:41:44 |                                                                                                   |
| 20. Sep. 2020 | 16    | Stadtwerke Ratingen Triathlon                        | Ratingen        | 01:45:06 | 1 km Schwimmen, 40 km Radfahren und 10 km Laufen                                                  |
| 14. Sep. 2019 | 3     | Challenge Davos                                      | Davos           | 03:31:58 |                                                                                                   |
| 1. Sep. 2019  | 4     | Ironman 70.3 Zell am See                             | Zell am See     | 03:57:23 |                                                                                                   |
| 11. Aug. 2019 | 22    | Ironman 70.3 Gdynia                                  | Gdynia          | 04:04:18 |                                                                                                   |
| 9. Juni 2019  | 1     | Bonn-Triathlon                                       | Bonn            | 02:45:45 | (3,8 km Schwimmen stromabwärts im Rhein, 60 km Radfahren und 15 km Laufen)                        |
| 19. Mai 2019  | 3     | DTU Deutsche Meisterschaften Mitteldistanz           | Heilbronn       | 03:50:55 | DM Mitteldistanz im Rahmen der Challenge Heilbronn                                                |
| 5. Mai 2019   | 3     | Siegerland-Cup                                       | Buschhütten     | 01:40:20 | Kurzdistanz (1 km Schwimmen, 41,9 km Radfahren und 10 km Laufen)                                  |
| 30. Juni 2018 | 1     | T3 Düsseldorf Triathlon                              | Düsseldorf      | 01:51:22 | auf der olympischen Distanz                                                                       |
| 10. Juni 2018 | 2     | Aasee-Triathlon                                      | Bocholt         | 03:48:50 | Zweiter auf der Mitteldistanz (2 km Schwimmen, 90 km Radfahren und 20 km Laufen)                  |

| Datum/Jahr    | Platz | Wettbewerb          | Austragungsort    | Zeit     | Bemerkung                                         |
| ------------- | ----- | ------------------- | ----------------- | -------- | ------------------------------------------------- |
| 18. Aug. 2024 | 26    | Ironman Germany     | Frankfurt am Main | 07:55:00 | Ironman European Championships; Raddistanz 177 km |
| 9. Juli 2023  | 11    | Ironman Switzerland | Thun              | 08:30:59 | [ 22 ]                                            |
| 20. Nov. 2022 | 6     | Ironman Arizona     | Tempe             | 08:13:20 |                                                   |
| 5. Sep. 2021  | 27    | Challenge Roth      | Roth              | 08:20:47 | verkürzte Raddistanz                              |

(DNF – Did Not Finish)

## Privates
Neben dem Radsport legte Ruben Zepuntke 2013 das Abitur an der Hulda-Pankok-Gesamtschule Düsseldorf ab. Seine Mutter Klaudia Zepuntke ist seit 2014 Bürgermeisterin der Landeshauptstadt Düsseldorf.